# Sympterygia brevicaudata
Sympterygia brevicaudata és una espècie de peix de la família dels raids i de l'ordre dels raïformes.

## Morfologia
- Els mascles poden assolir 38 cm de longitud total.[2]

## Reproducció
És ovípar i les femelles ponen càpsules d'ous, les quals presenten com unes banyes a la closca.

## Hàbitat
És un peix marí, de clima subtropical (3°S-37°S) i demersal que viu fins als 18 m de fondària.

## Distribució geogràfica
Es troba a l'oceà Pacífic sud-oriental: des de l'Equador fins a les costes centrals de Xile.

## Observacions
És inofensiu per als humans.